# National Central University
National Central University (NCU, kinesiska: 國立中央大學, Kuo-Li Chung-yang Ta-hsüeh, eller 中大, Chung-ta), är ett statligt universitet i Zhongli, Taiwan. I Taiwan är det ett ledande universitet inom drama, film, kultur, genusvetenskap, Hakkastudier, samt geofysik, astronomi, rymdstudier, fjärranalys, optoelektronik, nanoteknik, samt industriell ekonomi och företagsekonomi. 
Universitetets campus är beläget i ett grönområde utanför Zhonglis centrum. 